# Barbara J. Crandall-Stotler
Barbara J. Crandall-Stotler  (n. 1942 ) es una botánica estadounidense
Es una mundialmente reconocida autoridad en briofitas, y pertenece al personal científico del Herbario de Hepáticas, Departamento de Biología Vegetal, Universidad de Southern Illinois en Carbondale.

## Algunas publicaciones
- b.j. Crandall-Stotler, e.h. Ford, r.e. Stotler. 2002. Contributions Toward a Monograph of Petalophyllum (Marchantiophyta). 4 pp.

- raymond e. Stotler, barbara j. Crandall-Stotler, c. heather Ford. 2002. Typifications in the Genus Petalophyllum (Marchantiophyta). 7 pp.

- s.l. Self, b.j. Crandall-Stotler. 2001. The systematic status of Pellia × appalachiana. Plant Biol.Dept. South.Illinois Univ.Carbondale

- b.j. Crandall-Stotler, r.e. Stotler. 2000. "Morphology & classification of the Marchantiophyta". pp. 21-70 en Bryophyte Biology, A. Jonathan Shaw y Bernard Goffinet (eds.). Cambridge: Cambridge Univ. Press: 2000. ISBN 0-521-66097-1

- d.m. Krayesky, b.j. Crandall-Stotler.  An SEM Photo Atlas of Spore Terminology in the Fossombroniineae. Plant Biol.Dept. Universidad de South.Illinois en Carbondale

- La abreviatura «Crand.-Stotl.» se emplea para indicar a Barbara J. Crandall-Stotler como autoridad en la descripción y clasificación científica de los vegetales.[1]